# Noa Pothoven
Noa Pothoven (Arnhem, 2001. december 8. – Pays-Bas, 2019. június 2.) holland író, aktivista. Pothoven 17 éves korában bekövetkezett halála globális vitákat váltott ki a saját halálára vonatkozó nyilvános nyilatkozatai, az ifjúsági mentális egészségügyi ellátással kapcsolatos aktivizmusa és a külföldi médiajelentései miatt, aminek következtében több európai országban kérdéseket vetettek fel az eutanázia megítélésével kapcsolatban.

## Élete
Noa Pothoven Arnhemben született 2001. december 8-án. Két fiatalabb testvére volt. Az önéletrajzi könyvében, a 16 évesen írt Winnen of Lerenben (angolul: Winning or Learning) kritizálta az ifjúsági mentális egészségügyi ellátást az országában. A könyv non-fiction kategóriában díjat is nyert és Európa-szerte ismertté tette Pothovent.
2018 decemberében a De Gelderlander közzétette Pothoven és családja interjúját az önéletrajzról és Pothoven eutanázia iránti kívánságáról. Az interjúban Pothoven arról beszélt, hogy a gyermekkorában őt ért trauma miatt poszttraumás stressz zavarban (PTSD) szenved és hogy emiatt több módon is önkárosító életmódot folytatott, több öngyilkossági kísérletet is végrehajtott és, hogy anorexiával küzd. Hazájában húsz kórházi kezelés után is elutasították az eutanáziára vonatkozó kérelmét. A hágai kórházban szülői beleegyezés nélkül kérte az eljárást, amit kora miatt visszautasítottak. A könyvében azt írta, hogy 11 évesen és egy évvel később is szexuális erőszak áldozatává vált, illetve mint írta 14 éves korában két ember megerőszakolta Arnhem Elderveld kerületében. Ezt követően szégyellte magát, testét elhasználtnak és koszosnak érezte, az őt ért támadásról sokáig családjának sem beszélt és a rendőri vallomástételre sem volt képes.
2019 márciusában Pothoven a Vice magazinban tett interjújában elmondta, hogy önéletrajzi könyvét a kórházi kezelések során írta és hogy az kezdetekben naplónak indult, végül azonban közzétette, hogy megváltoztassa a mentális egészséget körülvevő társadalmi stigmát. Pothoven könyve utalt a politikus Lisa Westerveld kérdéseire a holland képviselőházban a pszichiátriai ifjúsági ellátásról. Saját polgári elkötelezettségéről beszélt, hogy ügyével kénytelen volt bírósághoz fordulni: „[…] ha a befogadást veszély fenyegeti, a fiatalkorúak bírósága dönt az aktuális kérdésben. Az ülések a tárgyalóteremben mély benyomást tettek rám, úgy ültem ott, mintha bűnöző lennék, pedig soha nem loptam még egy cukorkát sem. Sok hozzám hasonló depressziós fiatal emiatt sem fordul bírósághoz.”
2019 áprilisában, egy hónappal azelőtt, hogy elhunyt volna, Posthoven egy vendégcikket és verset írt a Hogeschool Leiden Szakegyetem honlapjára, hogy felhívja a figyelmet az ifjúsági mentális egészségügyi ellátásra, annak hiányosságaira és fontosságára. Mint írta, komplex poszttraumás stressz szindróma, anorexia, depresszió és rögeszmés-kényszeres személyiségzavar is kínozta, de a szexuális erőszak következtében a PTSD „az igazi probléma”. Azt írta, hogy a terápiái elsősorban a tüneti kezelésre összpontosítottak, például anorexiájára, depressziójára és önkárosító magatartására, de nem az alapvető problémára, a PTSD-re. A fiatalok jobb pszichiátriai segítségét kérte, és kijelentette, hogy a kezelési programok várólistái bizarrak, a várakozási időt csökkenteni kell.

## Öngyilkossága
2019 májusában Pothoven abbahagyta az evést és az ivást. Korábban, 2018-ban kómában volt, így az orvosok intravénás kezelésekkel táplálhatták csak, de családja végül úgy döntött, hogy tiszteletben tartja a lány döntését, és csak palliatív ellátást biztosít számára. 2019. május 30-án Pothoven egy utolsó Instagram bejegyzésben azt írat, hogy éveken át folytatott harcok után elfáradt, hogy nem eszik és nem iszik, a szenvedése pedig „elviselhetetlen”. A döntése végleges, amit családja is elfogadott. 2019. június 2-án húga erősítette meg halálhírét, Noa Pothoven 17 éves korában hunyt el. Pothoven utolsó napjait kórházi ágyban töltötte családja nappalijában, miközben elbúcsúzott szeretteitől és barátaitól.
Számos hollandiai hírcsatorna kezdetben úgy vélekedett, hogy a holland eutanázia-törvény szerint öngyilkosság történt, néhányan viszont arról beszéltek, hogy Pothoven méreginjekciót kapott, így segítették a halálba. Az eset vitákat és indulatokat gerjesztett, többen felszólaltak az öngyilkosság, illetve az azt segítő magatartás ellen, köztük Ferenc pápa is.
A család a holland médiában tett nyilatkozataiban sajnálatát fejezte ki amiatt, hogy a külföldi médiában azt terjesztették, hogy lányuk eutanázia útján halt meg. „Reméljük, hogy a története magasabb célt szolgál, és hogy a veszélyeztetett fiatalok pszichológiai problémáival foglalkozók munkája Hollandiában javulni fog.”
Ezt követően számos médium visszavonta az eutanáziára tett kijelentését és bocsánatot kért a családtól.

## Megjelent műve
- Winnen of Leren (2018) (ISBN 9789402248234)